# Harpalus rufipalpis machadoi
Harpalus rufipalpis machadoi é uma subespécie de insetos coleópteros pertencente à família Carabidae.
A autoridade científica da subespécie é Jeanne, tendo sido descrita no ano de 1970.
Trata-se de uma subespécie presente no território português, nomeadamente em Portugal Continental. Está ausente da Madeira e dos Açores.
Trata-se de um endemismo português.